# 水道
水道（channel）即水上通道，通常指两块陆地之间可以通航的狭长水体，其特征为两端（或多端）各自连通更大的水体，在自然地理学上最著名的例子就是海峡。有些宽广水体因为海床地形的限制，可能只有很窄的水域可以作为水道进行通航，这些指定水道称为航道。
江河湖泊入海口之前就常有水道，比较著名的有:
- 龙鼓水道
- 西北水道
- 鲤鱼门